# Teatro comunale (Bolzano)
Il Teatro comunale di Bolzano (in tedesco Stadttheater Bozen), progettato dall'architetto Marco Zanuso, è un teatro di Bolzano, sede del Teatro Stabile di Bolzano e delle Vereinigte Bühnen Bozen.
È stato inaugurato il 9 settembre 1999, alla presenza di Sergio Mattarella, allora vicepresidente del Consiglio dei Ministri. La gestione, manutenzione ed amministrazione delle sale e delle strutture è affidata alla Fondazione Teatro Comunale e Auditorium Bolzano.

## Storia
Il Tirolo ha sempre avuto una doppia anima, una doppia attrazione. Lo dimostrarono, verso la fine del Seicento, i gusti teatrali alla tedesca e quelli operistici all'italiana; nell'ultimo Settecento il compositore più eseguito nella città sudtirolese era Giovanni Paisiello, il conquistatore dei teatri degli Zar di Russia. Così noi sappiamo di spettacoli lirici regolari solo dal 1784, nei periodi di Carnevale. Gli spettacoli venivano ospitati nel Palazzo von Menz e poi in quello del Magistrato Mercantile; non c'era un vero teatro e si dovette aspettare il 1805 per avere, in piazza della Mostra, un primo edificio per lo spettacolo. Al Kaiserkrone (Palazzo Pock), per tutto il Ottocento, l'opera, o per meglio dire le maggiori novità della lirica, toccarono Bolzano, da Il flauto magico a Il barbiere di Siviglia, Wolfgang Amadeus Mozart e Gioachino Rossini in prima fila, seguiti da Gaetano Donizetti, Giuseppe Verdi, Charles Gounod, Johann Strauss, Engelbert Humperdinck, Mascagni, Ruggero Leoncavallo. Il teatro fu chiuso nel 1906, a cento anni dalla nascita, per timore di incendi ma anche in seguito a polemiche di stampo nazionalistico per la presenza eccessiva, in una "città di frontiera" austriaca, della cultura musicale italiana.
Bolzano riebbe un teatro nel 1918; costruito a partire dal 1913 nel Parco di viale Stazione (Bahnhofspark), su progetto dell'architetto Max Littmann di Monaco ed inaugurato il 14 aprile 1918 con l'esecuzione dell'Egmont di Ludwig van Beethoven, il "Civico", dal momento che la città entrò a far parte del Regno d'Italia nel 1919, fu ribattezzato col nome di Verdi, fu sede per il melodramma italico, mentre l'opera tedesca veniva drasticamente ridimensionata, e dal 1934 completamente vietata.
Fu qui che Ettore Tolomei enunciò pubblicamente, il 15 giugno 1923, il suo Programma di italianizzazione.
Nel 1943 un bombardamento alleato distrusse il Teatro Civico, suggellando la fine di un'epoca: negli anni successivi.
In un clima completamente cambiato, vennero poste le basi per una nuova visione dell’arte in una città e in una provincia giunte a un buon equilibrio culturale e destinate a trovare un posto preciso nella nuova Europa senza frontiere.
Nel 1951 le macerie del teatro vennero definitivamente rimosse e fino all'inaugurazione del Nuovo Teatro Comunale (Neues Stadttheater), il 9 settembre 1999, gli spettacoli ebbero ospitalità in altre sedi, in cinema e in arene, nei padiglioni della Fiera di Bolzano e al Teatro Cristallo, al Teatro comunale a Gries o al Waltherhaus. Fu deciso, negli anni ottanta, di dotare una città così vivace e in crescita, di un teatro che potesse dare spazio a tutte le attività di spettacolo, dalla prosa, alla musica, alla danza.
Il progetto per il nuovo teatro comunale veniva così affidato, nel 1985, all'architetto Marco Zanuso contestualmente alla messa a punto di un piano di attuazione per la ristrutturazione di un comparto urbano che doveva svilupparsi dalla cattedrale fino alla piazza Verdi, abbracciando l'edificazione frammentaria tra le vie Isarco e Alto Adige.

## Architettura
- Progetto: Studio Associato di Architettuta Marco Zanuso e Pietro Crescini
- Strutture: Ufficio tecnico Rizzani de Eccher, Udine
- Impianti: Consorzio CITI, Imola
- Acustica: Müller BBM, Monaco (D)
- Consulenza teatrale: Ing. Franco Malgrande
- Direzione lavori: Ing. Franco Bertoluzza, Comune di Bolzano
- Impresa costruttrice: Rizzani de Eccher, Udine

### Facciata ed esterni
Il teatro appare come una scatola dal contenuto enigmatico, «conformata a guisa di moderno ziggurat, attentamente scolpito e scavato nei suoi volumi, affinché ogni piegatura delle facciate possa ricercare allineamenti importanti e ogni scalettatura possa ritrovare gli adattamenti di scala con l'esistente. La massività dell'edificio è temperata dal rivestimento omogeneo in lastre regolari di Chiampo fiammato: una pelle scabra, con sottili e profonde fessure tra lastra e lastra avvolge l'edificio senza soluzione di continuità, occultando, in maniera del tutto irriverente, la struttura. Così il binomio struttura-rivestimento si dissolve radicalmente in un unico elemento: il guscio dell'edificio».

### Le sale interne: La Sala Grande ed il Teatro Studio
La platea semiesagonale, ricavata in un rettangolo, è sormontata dalla galleria, che si allunga in due palchi laterali quasi fino all'arco scenico; conclude lo spazio della sala il controsoffitto, che si rifà al principio costruttivo di certa architettura primordiale: le falde inclinate sono fissate a travature in legno lamellare a vista, incernierate a pilastri posti ad intervalli regolari sul perimetro della sala, per convergere in un centro collocato in posizione ravvicinata rispetto al palcoscenico, a favorire la riflessione del suono in direzione del pubblico.
Perciò, come in un gioco di scatole cinesi, una scatola (la sala) dentro un'altra scatola (l'involucro dell'edificio). Sulla copertura, l'innesto della grande "conchiglia" che accoglie la sala principale è rivelato da un volume gradonato di forma esagonale che, come nel Piccolo, fissa le coordinate per stabilire la posizione del cuore del teatro.
L'involucro interno della sala, con un unico materiale di rivestimento anche se di differente consistenza materica (legno), è volutamente frugale, della stessa frugalità ed essenzialità degli interni di alcune case "estreme" di Zanuso e si discosta con nettezza dall'opulenza dei foyers, con i pavimenti in seminato e le pareti in stucco alla veneziana.
Si inserisce a pieno titolo negli standard medio alti delle migliori strutture europee, dispone di 802 posti a sedere ed è ideale per ospitare spettacoli di prosa, di lirica e di danza.
Nel Teatro Studio (Studiotheater, 272 posti massimi), per il genere più selettivo e raffinato delle rappresentazioni a cui è destinato, viene ricercata l'atmosfera più rarefatta e le proporzioni, soprattutto tra sala e palco, di certi teatrini del Seicento.
Non sorprende la sua posizione: sprofondato sin quasi in prossimità delle fondazioni dell'edificio, con un ingresso defilato sulla piazza antistante il teatro, la presenza del Teatro Studio si avverte poco per volta, percorrendo sommessamente gli spazi di deambulazione ad approdare in una segreta quanto nascosta Wunderkammer.

### Il foyer
Il foyer del Teatro è distribuito su tre livelli, ha i pavimenti in seminato e le pareti in stucco alla veneziana, il piano intermedio essendo impreziosito da un grande Erker di vetro che s'affaccia sul piazzale d'ingresso al Teatro è senza dubbio lo spazio ideale per organizzare ricevimenti, piccole performance artistiche, dibattiti, etc.

### La struttura interna
L'impianto distributivo dell'edificio riflette con grande chiarezza l'idea, cara a Zanuso, di teatro come macchina per la produzione dello spettacolo: al centro il luogo dove si svolge il rito teatrale (sala e palco) e intorno ad esso, compattati e, allo stesso tempo, separati per funzione, i laboratori per la produzione della scena, lo spazio per i teatranti, gli uffici della Fondazione Teatro Comunale e Auditorium Bolzano, del Teatro Stabile di Bolzano e di Vereinigte Bühnen Bozen.
Con il nuovo arredo della sala, affidato nel 1998 all'architetto di Bolzano Renzo Gennaro per l'ottimizzazione dell'acustica, di cui si riconoscono l'attento uso dei materiali e la discrezione dell'apparato decorativo, sono state in parte disattese le premesse architettoniche del progetto di Zanuso, che prevedeva per le pareti un rivestimento modulare in pannelli di douglas fiammato e sabbiato, lavorato con una texture a nido d'ape, e per le falde di controsoffittatura pannelli (anch'essi in legno) di diversa finltura.

### La piazza esterna
Nel disegno della pavimentazione della piazza del teatro, due cerchi di raggio diverso accostati e sfalsati stretti attorno all'edifìcio, si ritrova tutto il tono deciso ed essenziale dell'architettura di Zanuso. Come deciso ed essenziale, ma dolce, era il disegno della fontana scolpita nel leggero declivio del patio della Casa Valle ad Arenzano.